# Saint-Fraigne
Saint-Fraigne település Franciaországban, Charente megyében. Lakosainak száma 429 fő (2022. január 1.). Saint-Fraigne Brettes, Ébréon, Les Gours, Longré, Lupsault, Oradour, Souvigné, Couture-d’Argenson és Aigre községekkel határos.

## Népesség
A település népessége az elmúlt években az alábbi módon változott:
| Lakosok száma | 562  | 484  | 472  | 457  | 458  | 451  | 442  | 439  | 436  | 429  |
|               | 1968 | 1982 | 1990 | 2006 | 2013 | 2015 | 2017 | 2019 | 2020 | 2022 |